# Facultad de Farmacia (Universidad Complutense de Madrid)

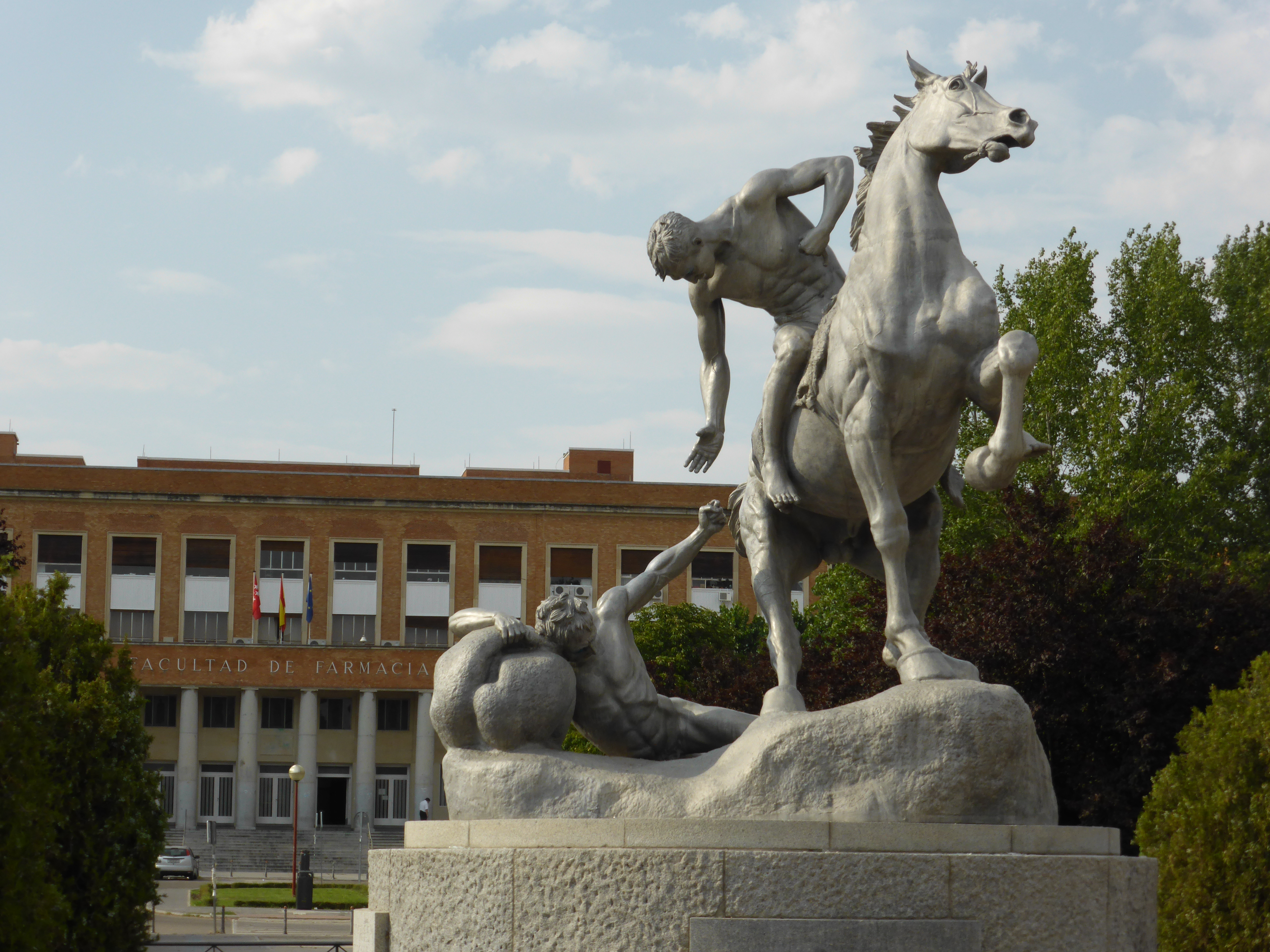
Escultura alegórica titulada Los portadores de la antorcha, que representa la transmisión del conocimiento. A lo lejos se ve la Facultad de Farmacia.

La Facultad de Farmacia de la Universidad Complutense de Madrid (UCM) está situada en la Plaza de Ramón y Cajal de la Ciudad Universitaria, frente a la Facultad de Odontología y junto a las facultades de Medicina y de Enfermería, Fisioterapia y Podología. Estos cuatro centros se localizan en la zona central del campus de Moncloa y aúnan la mayor parte de las titulaciones de Ciencias de la Salud impartidas en la UCM. Su festividad patronal es el 8 de diciembre, la Inmaculada Concepción.
La Facultad de Farmacia está compuesta por dos edificios:
- Edificio Profesor Don Antonio Doadrio López (original).
- Edificio Ampliación o Aulario (inaugurado en el año 2006).

Actualmente es una de las facultades de farmacia más grandes de España y de Europa por número de alumnos.[cita requerida]
Según el ranking del diario El Mundo de 2022 el centro mejor considerado para estudiar farmacia de toda España es la Facultad de Farmacia de la UCM.

## Historia
Los estudios de farmacia comenzaron a impartirse en el año 1804, cuando la universidad todavía no estaba establecida aún en la Ciudad Universitaria de Madrid. La facultad se creó en 1845 tras la separación de la Facultad de Ciencias Médicas en las facultades de Medicina y Farmacia.

## Estudios[16]

### Programas degrado
- Grado en Farmacia.
- Doble grado en Nutrición y Farmacia

### Programas demáster
- Máster Universitario en Análisis Sanitarios.
- Máster Universitario en Descubrimiento de Fármacos (conjunto con CEU-USP y UAH).
- Máster Universitario en Farmacia y Tecnología Farmacéutica (conjunto con UAH).
- Máster Universitario en Microbiología y Parasitología: Investigación y Desarrollo.

### Programas dedoctorado
- Doctorado en Farmacia (conjunto con UAH).
- Doctorado en Microbiología y Parasitología.
- Doctorado en Química Médica (conjunto con UAH y CEU-USP).

### Programas detítulo propiode la UCM
- Máster Propio UCM en Farmacia Industrial y Galénica.
- Máster Propio UCM en Nutrición.
- Máster Propio UCM en Nutrición y Dietética para la Promoción de la Salud (en línea).
- Máster Propio UCM en Sanidad Ambiental (semipresencial).
- Experto en Nutrición y Planificación Dietética (en línea).[17]
- Experto en Laboratorio de Análisis Clínicos

### Colaboración en otros programas
Varios departamentos de la facultad participan en la docencia de grados y másteres de otras facultades de la UCM:
- Grado en Ciencia y Tecnología de los Alimentos.[18][19][20][21]
- Grado en Nutrición Humana y Dietética.[19][20]
- Grado en Ingeniería de Materiales.[22]
- Grado en Bioquímica.[23]
- Grado en Odontología.[21]
- Grado en Óptica y Optometría.[21]
- Máster Universitario en Neurociencia.[23][24]
- Máster Universitario en Restauración de Ecosistemas (conjunto con Universidad de Alcalá, Universidad Politécnica de Madrid y Universidad Rey Juan Carlos).[18]
- Máster Universitario en Ciencias Odontológicas.[21]
- Máster Universitario en Virología (conjunto con Universidad Politécnica de Madrid).[21][25]
- Máster Universitario en Nutrición Humana y Dietética Aplicada.[20][26]
- Máster Universitario en Física Biomédica.[27][28]
- Máster Universitario en Ciencia y Tecnología Químicas.[22][29]
- Máster Universitario Erasmus Mundus en Molecular Nano and Biophotonics for Telecommunications and Biotecnoligies/Nano.[22][30]
- Máster Universitario en Nanofísica y Materiales Avanzados.[22][31]
- Doctorado en Bioquímica, Biología Molecular y Biomedicina.[23][32]

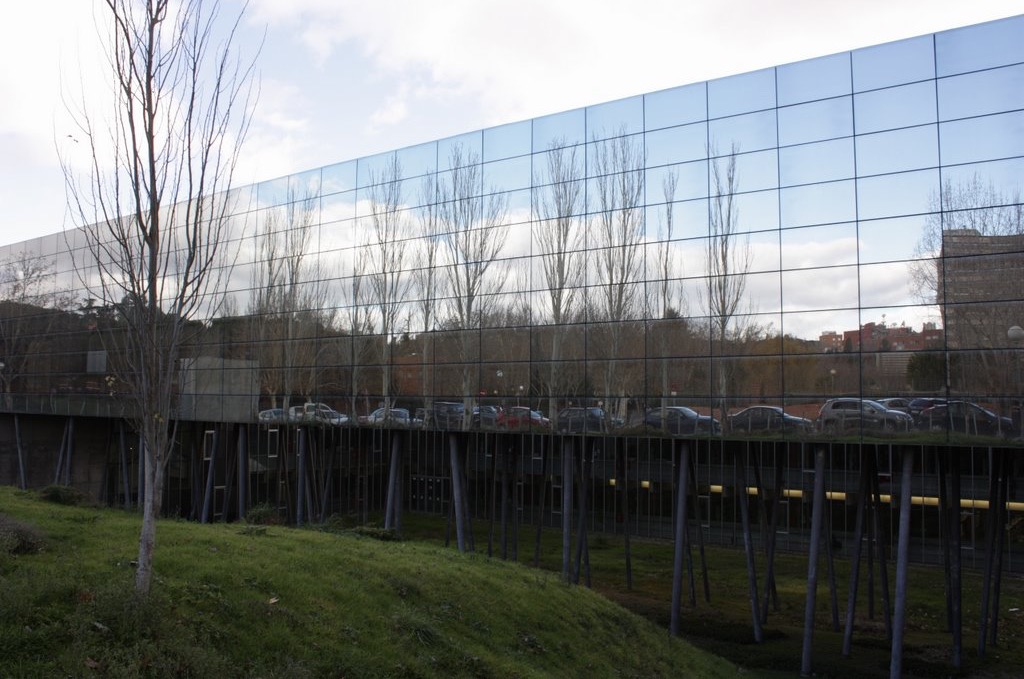
Vista trasera del aulario de la Facultad de Farmacia.

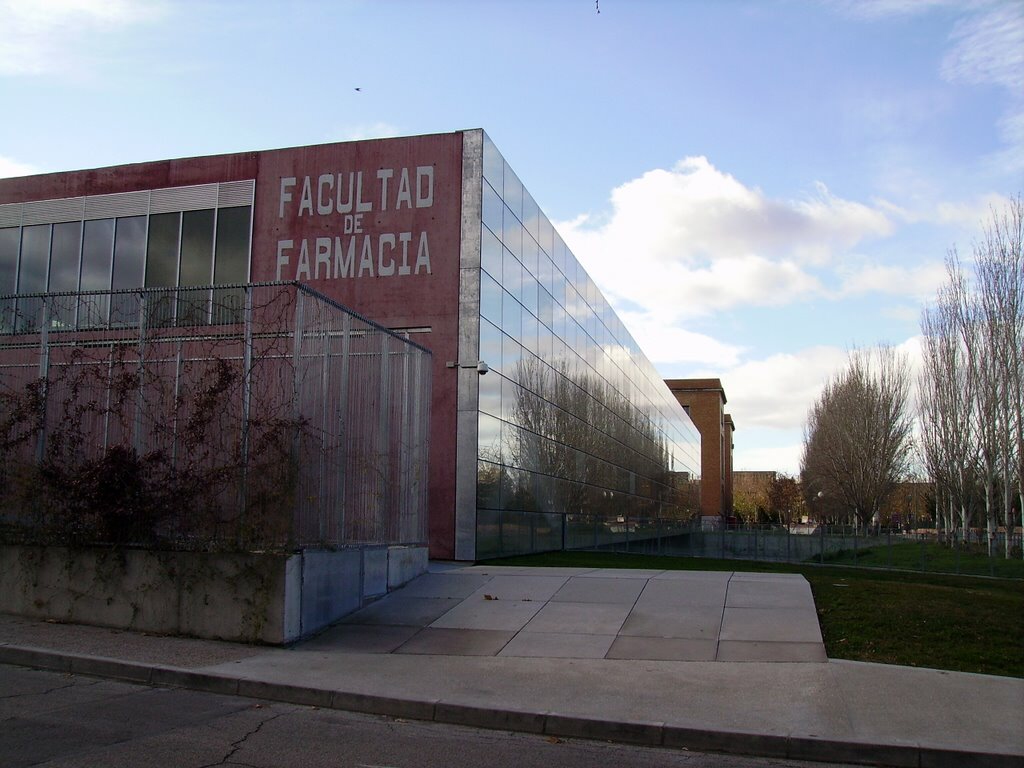
Vista trasera del aulario de la Facultad de Farmacia.

## Departamentos[33]
- Departamento de Biología Vegetal II.
  - Estudia la botánica y la fisiología vegetal.
- Departamento de Bioquímica y Biología Molecular II.
- Departamento de Edafología.
- Departamento de Farmacia y Tecnología Farmacéutica.
- Departamento de Farmacología (Farmacognosia y Farmacología Experimental).
- Departamento de Nutrición y Bromatología I (Nutrición).
- Departamento de Nutrición y Bromatología II (Bromatología).
- Departamento de Microbiología y Parasitología.
- Departamento de Química Física II (Físico-Química Farmacéutica).
- Departamento de Química Inorgánica y Bioinorgánica.
- Departamento de Química Orgánica y Farmacéutica.
- Sección departamental de Fisiología (Fisiología Animal).
- Sección departamental de Química Analítica.

## Alumnos y profesores célebres
| - María del Carmen Avendaño López. - José María Albareda. - José Ramón Bauzá. - Fernando Belloso y Lucas. - Baldomero Bonet y Bonet. - Alfredo Carabot de Porras. - José Casares Gil. - Faustino Cordón. - José Cuatrecasas Arumí. | - León Felipe. - José Giral. - Daniel Gutiérrez Martín. - Enrique Gutiérrez Ríos. - Enma Iranzo Martín. - Blas Lázaro Ibiza. - Manuel Losada Villasante. - Francisco Loscos Bernal. | - Antonio Madinaveitia. - Ángel Martín Municio. - Federico Mayor Zaragoza. - Enrique Moles. - César Nombela. - José Félix Olalla. - Carlos Pau Español. - José Rodríguez Carracido. | - Bernardino Rojo González. - Salvador Rivas Goday. - Salvador Rivas Martínez. - Marcelo Rivas Mateos. - Celia Sánchez Ramos. - Vicente Santiago Masarnáu Fernández. - María Teresa Toral. - José Úbeda Corral. |

## Otros servicios y asociaciones[34]
- Asociación de Estudiantes de Farmacia (AMEF).
- Atlántida.
- Cafetería.
- Cátedra Extraordinaria de Bebidas Fermentadas.
- Centro de Análisis Sanitarios.
- Delegación de Alumnos.
- Museo de la Farmacia Hispana.
- Club Deportivo de la Facultad de Farmacia de la UCM (con perfiles en Facebook y Twitter).
- Real Academia Nacional de Farmacia.